# Phyllanthus welwitschianus
Phyllanthus welwitschianus är en emblikaväxtart som beskrevs av Johannes Müller Argoviensis. Phyllanthus welwitschianus ingår i släktet Phyllanthus och familjen emblikaväxter. Inga underarter finns listade i Catalogue of Life.